# 山枣乡
山枣乡，是中华人民共和国湖南省湘西土家族苗族自治州古丈县下辖的一个乡镇级行政单位。

## 行政区划
山枣乡下辖以下地区：
山枣社区、磨刀村、火麻村、林场村、筲箕田村、枞树溶村、竹山村和山枣村。